# Молчанов, Сергей Александрович
Сергей Александрович Молчанов (род. 21 апреля 1960, п. Приютово города Белебея, Башкирская АССР) — государственный деятель, руководитель Администрации Главы Республики Башкортостан c 23 ноября 2013 года по 25 ноября 2016 года, глава администрации городского округа город Октябрьский (2005—2013), ранее глава администрации города Октябрьский c 2003 по 2005 года (должность изменена из-за создания муниципального образования), Почётный гражданин города Октябрьский.

## Биография
Родился 21 апреля 1960 года в посёлке Приютово города Белебея Башкирской АССР.

### Образование
Саратовский политехнический институт, сейчас СГТУ Саратовский государственный технический университет, Инженер-механик.

### Работа
1976—1976 — слесарь по ремонту и обслуживанию установок цеха ППН НГДУ «Аксаковнефть»;
1977—1982 — учеба в вузе;
1982—1984 — служба в рядах СА, заместитель командира роты подвоза ГСМ;
1984—1990 — мастер, начальник ремонтно-механической мастерской ОУТТ ПО «Башнефть»;
1990—1994 — начальник участка, заместитель председателя кооператива «Калибр»;
1994—1997 — предприниматель;
1997—2000 — начальник коммерческого отдела, зам. директора ОЗНПО АНК Башнефть.
2000—2003 — первый заместитель главы администрации при Ю.В. Королькове;
2003—2005 — глава администрации города Октябрьский;
2005—2013 — глава администрации городского округа город Октябрьский.
2013—2016— Руководитель Администрации Главы Республики Башкортостан.

## Общественная деятельность
2012-2013 – председатель правления Ассоциации «Совет муниципальных образований Республики Башкортостан».

## Звания
- Почётный гражданин города Октябрьский